# 761년

## 연호
- 당(唐) 상원(上元) 2년
- 일본(日本) 덴표호지(天平宝字) 5년

## 기년
- 당(唐) 숙종(肅宗) 6년
- 신라(新羅) 경덕왕(景德王) 20년
- 발해(渤海) 문왕(文王) 25년